# Maurice Allais
Maurice Allais (París, 31 de maig de 1911 - Saint-Cloud, 9 d'octubre de 2010) va ser un economista, físic i professor universitari francès guardonat amb el Premi del Banc de Suècia de Ciències Econòmiques en memòria d'Alfred Nobel l'any 1988.

## Biografia
Va estudiar enginyeria a l'Escola Politècnica de París l'any 1931, i s'hi graduà l'any 1933. Després de realitzar el servei militar i participar en la Segona Guerra Mundial inicià la seva activitat docent a la Universitat de París.

## Recerca econòmica
Les seves àrees principals de recerca foren els equilibris del mercat, desenvolupant matemàticament els treballs sobre l'equilibri i l'eficiència dels mercats determinats per Vilfredo Pareto i Léon Walras; la teoria del capital i els processos intertemporals, que realitzà juntament amb Paul Samuelson i que esdevingué un model multidisciplinari en macroeconomia i teoria monetària.
Maurice Allais també desenvolupà el concepte de "la regla de l'or del creixement òptim", que seria popularitzat pels treballs d'Edmund Phelps, que demostrava que quan els tipus d'interès són iguals a la taxa de creixement demogràfic, el creixement econòmic es maximitza de forma sostenible.
L'any 1978 fou guardonat amb la Medalla d'Or del Centre Nacional de la Recerca Científica (CNRS), i el 1988 amb el Premi del Banc de Suècia de Ciències Econòmiques “pels seus estudis, pioners, sobre l'economia dels mercats i la utilització eficient dels recursos”.

## Recerca científica
Interessat en les anomalies gravitacionals va desenvolupar l'efecte Allais l'any 1954 mitjançant les lectures anòmales dels seus mesuraments mitjançant un pèndol durant dos esdeveniments separats d'un eclipsi de sol.